# Azeri nyelv
Az azeri nyelv vagy azerbajdzsáni török a török nyelvcsalád köztörök ágába tartozó oguz nyelvek csoportjának egyik tagja. Nagyon közeli rokonságban áll a törökországi török nyelvvel, vele kölcsönösen is érthető magas fokon. Az önálló Azerbajdzsán létrejötte előtt csak a török egyik nyelvjárásának tekintették és sokan ma is így gondolják. 
A nyelvet beszélik Iránban, Azerbajdzsánban, Grúziában, Oroszországban, Irakban, Törökországban és Ukrajnában.

## Azeri ábécé
Az azeri ábécé betűi:
Aa, Bb, Cc, Çç, Dd, Ee, Əə, Ff, Gg, Ğğ, Hh, Xx, Iı, İi, Jj, Kk, Qq, Ll, Mm, Nn, Oo, Öö, Pp, Rr, Ss, Şş, Tt, Uu, Üü, Vv, Yy, Zz

Az azeri nyelv elterjedése (világosabbal jelölve a többnyelvű területeket)

## Török és azeri nyelv
Összehasonlítása a török és azeri nyelvnek
| azeri    | török    | magyar    |
| -------- | -------- | --------- |
| ayaqqabı | ayakkabı | cipő      |
| ayaq     | ayak     | láb       |
| kitab    | kitap    | könyv     |
| qardaş   | kardeş   | fivér     |
| qan      | kan      | vér       |
| qaz      | kaz      | liba      |
| qaş      | kaş      | szemöldök |
| qar      | kar      | hó        |
| daş      | taş      | kő        |
| alma     | elma     | alma      |